# هولیوک (ماساچوست)
هولیوک، ماساچوست
هولیوک(به انگلیسی: Holyoke) شهری در شهرستان همپدن ایالت ماساچوست می‌باشد که در  که بین کرانه ی غربی رودخانه رود کنتیکت و رشته کوه Mount Tom واقع شده است.  با توجه به سرشماری صورت گرفته در سال 2010، این شهر دارای جمعیت ۳۹٬۸۸۰ نفری می باشد. در سرشماری سال 2019، جمعیت این شهر به ۴۰,۱۱۷ نفر رسید. این شهر در ۸ مایلی ( ۱۳ کیلومتری) شمال Springfield واقع شده است و به عنوان بخشی از منطقه شهری 
اسپرینگفیلد، یکی از دو کلان شهر متمایز در ماسوچست محسوب می شود.
هولیوک از جمله شهرهای صنعتی اولیه در ایالت متحده آمریکا محسوب می شود. همزمان با برنامه ریزی شهری این منطقه، سد هولیوک جهت استفاده ازآب آبشار Hadley ساخته شد، شایان ذکر است که این شهر از جمله شهرهای انگشت شماری درنیو انگلند
است که برنامه ریزی شهری آن شبکه ای بوده است. در اواخر قرن نوزدهم، این شهر به طور تقریبی 80 درصد از کاغذهای نوشتاری مورد استفاده در ایالت متحده آمریکا را تولید می کرد و به نوعی پایتخت بزرگترین شرکت های طراحی کاغذ، ابریشم، آلپاکا و کاغذهای طویل در کشور بود. با توجه به اینکه امروزه تعداد قابل توجهی از کسب و کارهای کوچک تر در هولیوک همچنان در صنعت تولید کاغذ فعالیت می کنند، این شهر همچنان به «شهر کاغذ» شناخته می شود. امروزه تعدادی از شرکت های تولیدی حرفه ای و همچنین مرکز Massachusetts Green High Performance Computing Center که در سال 2012 افتتاح گردید، در این شهر واقع می باشند. Holyoke همچنین پایتخت مشاهیر والیبال بوده و از آنجایی که اجرای بین المللی ورزش المپیک در این شهر پایه ریزی شد و برای اولین بار توسط William G. Morgan در سال 1985  در بخش محلی YMCA اجرا گردید، به عنوان «زادگاه والیبال» شناخته می شود.
در دهه ی 1880، Clemens Herschel که یک مهندس هیدرولیک خبره بود و مدیریت Holyoke Testing Flume را به عهده داشت، موفق شد Venturi Meter (متر ونتوری) را اختراع کند، که با کمک آن می توانست میزان استفاده ی کارخانه ها از آب سیستم کانال Holyoke را اندازه گیری کند. این دستگاه اولین وسیله ی اندازه گیری دقیق سیالات در مقیاس بزرگ محسوب می شد که به طرز گسترده ای در فرایندهای مهندسی امروزه، نظیر دستگاه های آب رسان و کاربراتورها مورد استفاده قرار می گیرد. با کمک این کانال های متعلق به شهرداری، Holyoke کمترین میزان انرژی را در سطح کشور مصرف می کند به گونه ای که در سال 2016، 85 تا 90 درصد انرژی شهر از کربن خنثی می باشد وهدف این است که این میزان به 100 درصد در آینده ی نزدیک برسد.